# Maddi Oihenart
Maddi Oihenart (Barkoxe, Zuberoa, 1956) es una cantante vascofrancesa.

## Su vida
Maddi Oihenart empezó desde joven a cantar. Junto con el cantante Battitta Sobiet participa en el Euskal Kantu Txapelketa (Campeonato de Canto Vasco) de 1987. Durante muchos años canta a capela en las plazas y los bares de Zuberoa y poco a poco, empieza a trabajar con algunos otros músicos. Así cómo con Mixel Etxekopar y Mixel Arotze participa en los siguientes discos : Lürralde zilarra (1998) y Arbaila (2002).
Algunos años más tarde, con algunos músicos de jazz (Josetxo Goia Arribe, Juantxo Zeberio, Pello Ramírez...) hace tres discos : Ilhargi min (2003), Hari biru (2007) y Baldi (2010).
En el 2015, publica el disco Doi con Jeremie Garat.
Además de crear sus propios cantos, Maddi Oihenart canta versos y poemas de muchos escritores vascos : Itxaro Borda, Jon Mirande, Josetxo Azkona, Bernardo Atxaga, Leire Bilbao, Karlos Linazasoro, entre otros.
También ha colaborado con muchos cantantes y músicos vascos : Olatz Zugasti, Juan Mari Beltran , Peio Serbielle, Rafa Rueda , Patxi Zubizarreta, el grupo Haurrock, Felipe Ugarte, Julie Läderach.

## Discografía
- Ilhargi min (Metak - 2003)
- Hari biru (Elkar - 2007)
- Baldi (No-CD records - 2010)
- Doi (Reseda diskak - 2015)

También aparece en los siguientes discos :
- Euskadi kanta lur (Epic/Sony - 1997)
- Lürralde zilarra (Agorila - 1998)
- Bulun bulunba (Elkar - 1999)
- Arbaila (Kultulan diskak - 2002)
- Arditurri (Elkar - 2002)
- Urrezko giltza (Erein - 2005)
- Alegiak (Agorila - 2006)
- Kantuketan (collection Ocora - 2006)
- Eüskaldunak a capella (Elkar - 2007)
- Joan (Txalaparta argitaletxea - 2011)
- Mugaritz BSO (IXO producciones - 2011)
- Lou Reed, mila esker (askoren artean) (2014)
- 50. baso bat opari (Txalaparta argitaletxea - 2014)
- Lo hadi (Editions jeunesse / Elkar - 2014)
- Ozeantika (Felipe Ugarte - 2015)